# Église Saint-Jacques de Polleur
L'église Saint-Jacques appelée aussi église Notre-Dame et Saint-Jacques est un édifice religieux catholique sis au centre du village de Polleur dans la province de Liège, en Belgique. Datant du milieu du XVe siècle, l'église possède un des onze clochers tors recensés en Belgique.

## Historique
Cette église est dédiée à la Vierge Marie et à saint Jacques. La construction de l'édifice actuel remonte à 1450. L'édifice est bâti en moellons de grès et de calcaire. L'emplacement aurait été précédemment occupé par un sanctuaire du XIVe siècle.

## Clocher tors
L'église Saint-Jacques possède un clocher tors assez original. Il se compose en réalité de deux parties. La partie inférieure repose sur une base carrée d'où s'élève une flèche octogonale qui tourne de gauche à droite de 1/8e de tour sur une hauteur assez limitée. Ceci rend la torsion plus forte. Cette partie torse se raccorde à la partie supérieure octogonale mais droite. Ce clocher a été construit volontairement tors.